# William Bailhache
William James Bailhache (ur. 1953) – polityk brytyjski. Brat Philipa Bailhache'a.
Mianowany prokuratorem generalnym Jej Królewskiej Mości, w lutym 2000 roku, mianowany zastępcą baliwa Jersey w dniu 2 listopada 2009 roku i zaprzysiężony jako baliw Jersey w dniu 29 stycznia 2015 roku.